# François Heersbrandt
François Heersbrandt (Uccle, 12 de diciembre de 1989) es un deportista belga que compitió en natación, especialista en el estilo libre.
Ganó tres medallas de bronce en el Campeonato Europeo de Natación en Piscina Corta, en los años 2011 y 2013.

## Palmarés internacional
| Campeonato Europeo en Piscina Corta | Campeonato Europeo en Piscina Corta | Campeonato Europeo en Piscina Corta | Campeonato Europeo en Piscina Corta |
| Año                                 | Lugar                               | Medalla                             | Prueba                              |
| ----------------------------------- | ----------------------------------- | ----------------------------------- | ----------------------------------- |
| 2011                                | Szczecin (Polonia)                  | Medalla de bronce                   | 100 m mariposa                      |
| 2011                                | Szczecin (Polonia)                  | Medalla de bronce                   | 4 × 50 m libre                      |
| 2013                                | Herning (Dinamarca)                 | Medalla de bronce                   | 4 × 50 m libre                      |